# Ulica Józefa Brodowicza w Krakowie
Ulica Józefa Brodowicza – ulica w Krakowie, w dzielnicy II Grzegórzki, na Osiedlu Oficerskim.
Łączy ulicę Olszyny, ul. Grochowską i ul. Wilhelma Wilka-Wyrwińskiego z aleją płk. Władysława Beliny-Prażmowskiego, ulicą Bohdana Zaleskiego oraz skwerem Kazimierza Ostrowskiego.

## Przebieg
Ulica rozpoczyna swój bieg na skrzyżowaniu z ulicą Grochowską i ul. Olszyny, gdzie staje się fizycznym przedłużeniem tej drugiej. Na początkowym odcinku ulicy, kilka metrów za skrzyżowaniem, arteria ogranicza XXIV Liceum Ogólnokształcące im. Jana Pawła II. Około 400 metrów dalej przy ulicy znajduje się także Kościół Bożego Miłosierdzia. Ulica znajduje się w całości w dzielnicy II, na Osiedlu Oficerskim.
Ulica kończy bieg na skryżowaniu z aleją płk. Władysława Beliny-Prażmowskiego i ulica Bohdana Zaleskiego.
Wraz z ulicą Olszyny, ul. Akacjową i ul. Pilotów, ul. Józefa Brodowicza tworzy ciąg komunikacyjny o długości około 2,6 km.

## Historia
Ulica została w obecnym kształcie wytyczona w latach dziewięćdziesiątych XIX wieku i przez kilkanaście lat od wytyczenia była bezimienna.
W latach trzydziestych XX wieku ulicy nadano imię Macieja Józefa Brodowicza, polskiego lekarza, naukowca, profesora Uniwersytetu Jagiellońskiego, dwukrotnego rektora tej uczelni oraz prezesa Towarzystwa Naukowego Krakowskiego.

## Infrastruktura
Ulica Józefa Brodowicza jest trójpasmową ulicą, z tym że zewnętrzny pas zarezerwowany jest dla autobusów, taksówek, policji, straży miejskiej, motocykli oraz pojazdów elektrycznych. Na ulicy znajduje się jeden zespół przystanku autobusowego MPK Kraków – „Brodowicza” (przy skrzyżowaniu z ulicą Stanisława Moniuszki). W otoczeniu arterii znajduje się m.in. XXIV Liceum Ogólnokształcące im. Jana Pawła II i Kościół Bożego Miłosierdzia.

## Zabudowa
- ul. Brodowicza 3 – dom, ok. 1930.
- ul. Brodowicza 11 – dom, proj. Franciszek Korfel, 1933–1934